# Olympiatornet
Olympiatornet (tyska: Olympiaturm) i Münchens olympiapark i Tyskland är ett 291 meter högt torn, byggt 1968. Tornet är (inklusive masten) Tysklands 4:e högsta torn, och Europas 17:e högsta.[källa behövs]
Tornet är en mycket välbesökt turistattraktion. På 171 meters höjd finns tornets första utsiktsplattform. På 182 meters höjd finns en roterande restaurang, som gör ett varv runt tornet på 53 minuter. På 192 meters höjd finns den högsta utsiktsplattformen och ett litet rock'n'roll-museum.